# Robert Kuhn (Politiker)
Robert Kuhn (* 1895; † 1961) war ein Schweizer Politiker (FDP).

## Leben
Kuhn war Fürsprecher und Gerichtspräsident. Er gehörte von 1928 bis 1933 dem Berner Stadtrat an.
Ab 1948 war er Gemeinderat der Stadt Bern. Er leitete die Finanzdirektion. 1955 verzichtete er aus gesundheitlichen Gründen auf eine erneute Kandidatur für den Gemeinderat.
Von 1950 bis 1958 gehörte er dem Grossen Rat des Kantons Bern an.